# Anoplodactylus arescus
Anoplodactylus arescus is een zeespin uit de familie Phoxichilidiidae. De soort behoort tot het geslacht Anoplodactylus. Anoplodactylus arescus werd in 1959 voor het eerst wetenschappelijk beschreven door du Bois-Reymond Marcus. 